# Tribunal Superior de Justicia (Alemania)

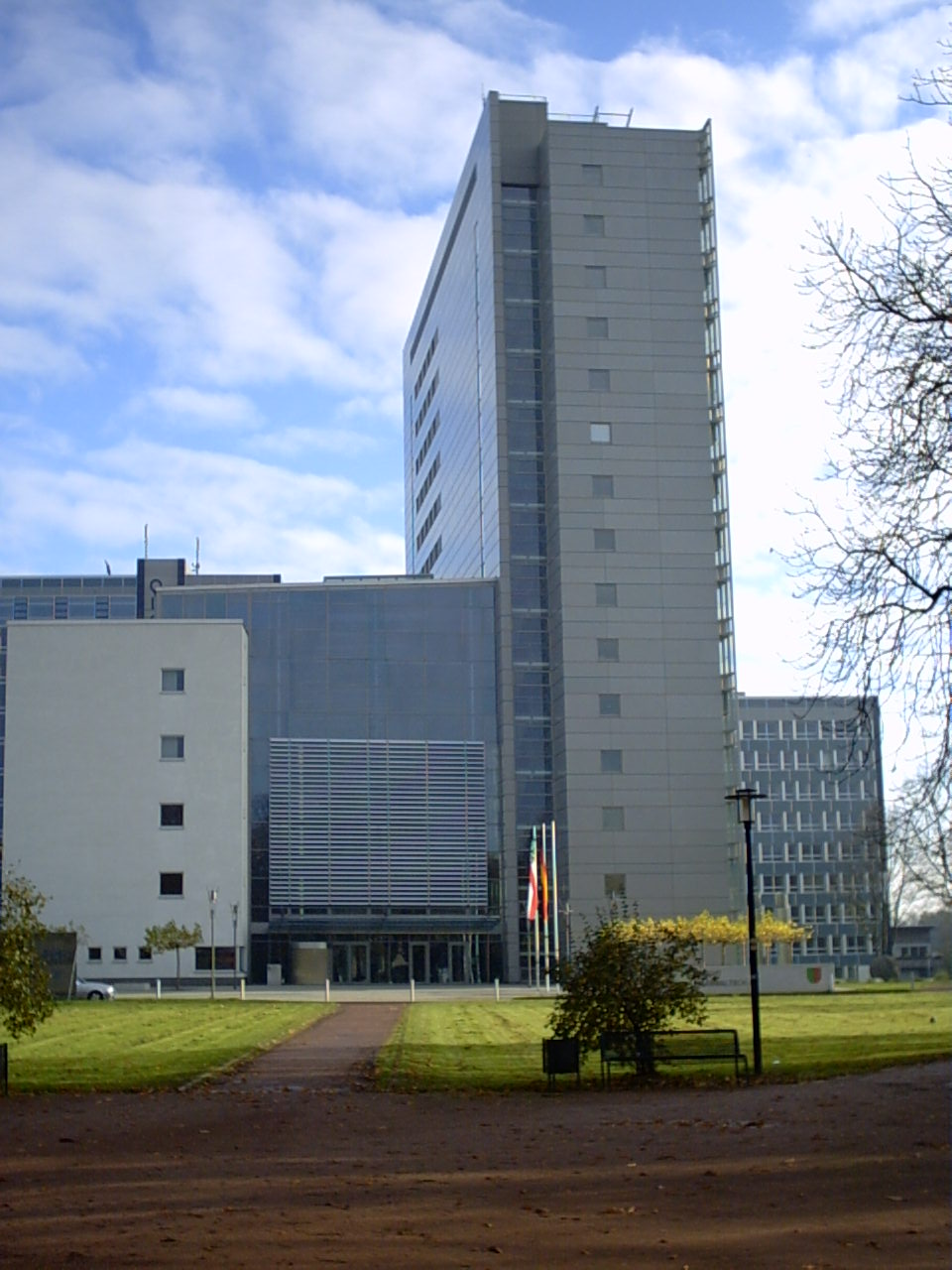
Edificio del Tribunal Superior de Justicia de Hamm; con sus más de 900 empleados, es el mayor de Alemania.

El Tribunal Superior de Justicia (en alemán, Oberlandesgericht; abreviado, OLG)  es la instancia superior de la jurisdicción ordinaria de un Estado federado en Alemania. El Tribunal Superior de Justicia está por encima del Tribunal de Distrito (Landgericht) y del Juzgado de Primera Instancia (Amtsgericht) y por debajo del Tribunal Federal de Justicia (Bundesgerichtshof). En los casos de lo penal de la jurisdicción del Tribunal Federal —por ejemplo, de seguridad nacional—, actúa como Tribunal Federal Inferior de Justicia (unteres Bundesgericht).
En Berlín, por razones históricas, se denomina Kammergericht.

## Composición
Los tribunales superiores de justicia cuentan con: 
- un presidente del Tribunal Superior de Justicia,
- un presidentes de cada Sala,
- otros jueces.

Los juicios de los tribunales superiores de justicia se componen de cinco jueces —que pueden reducirse a tres, según el asunto—, uno de los cuales ha de presidirlo.

## Competencias
La ley orgánica del poder judicial regula la jurisdicción de los tribunales superiores de justicia.

### Civil

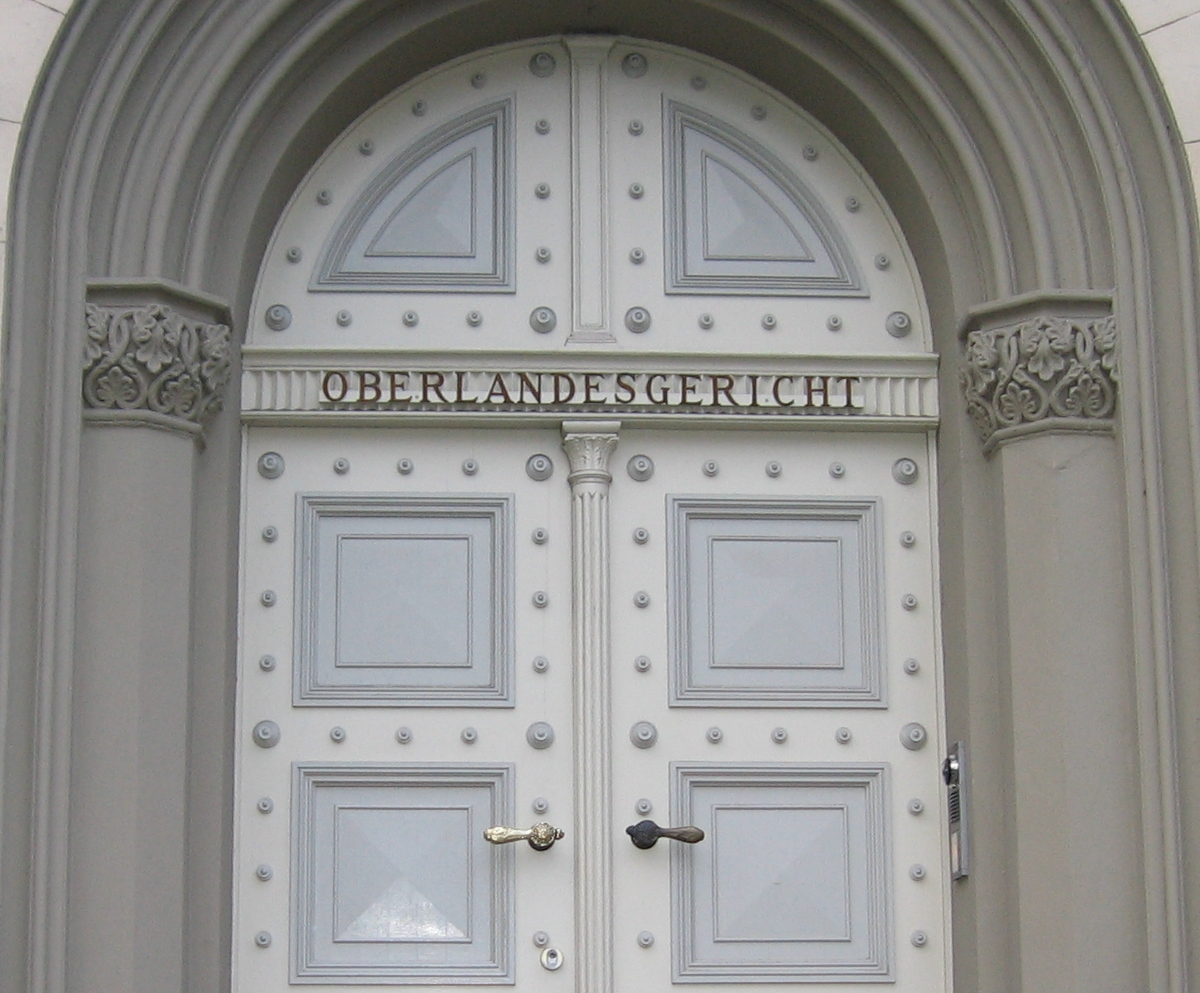
Entrada del antiguo edificio del Tribunal Superior de Justicia de Celle

En materia Civil, es competente para:

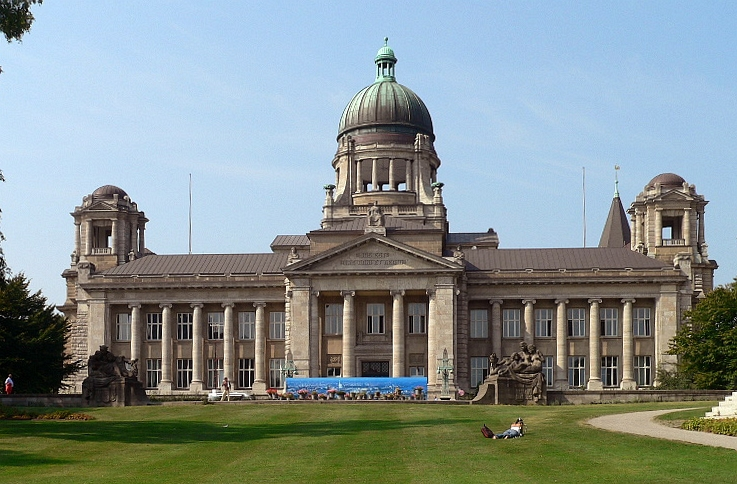
Edificio del Tribunal Superior de Justicia de Hamburgo

- la reclamación contra las resoluciones de los Juzgados de Primera Instancia,
- la apelación contra las decisiones de los tribunales,
- la casación contra las resoluciones de los tribunales

### Penal
En materia Penal, es tribunal:
- de primera Instancia para asuntos de seguridad del Estado,
- de apelación contra las sentencias de jueces y jurados de lo penal.
- de apelación contra las sentencias de los Juzgados de Primera Instancia.
- de casación contra las resoluciones de las Salas de lo penal y de vigilancia penitenciaria de los Tribunales de Distrito.
- de última Instancia contra las decisiones de la Fiscalía General de la nación en la demanda o procedimientos de ejecución de investigación.

### Contencioso-Administrativo
Para las infracciones administrativas, actúa como una instancia de apelación contra las sentencias y decisiones del Tribunal de Distrito. Para multas de hasta 5.000 euros, el tribunal se compone de un juez; para más de 5.000 euros, de tres jueces.

## Tribunales Superiores de Justicia

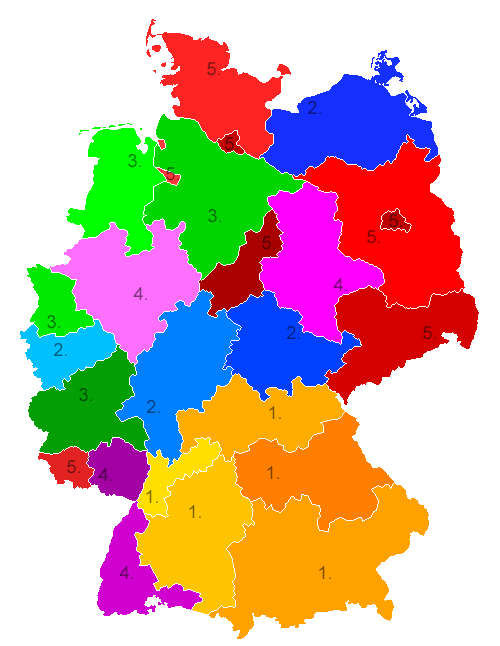
Los 24 Tribunales Superiores de Justicia de Alemania en 2015.

La estructura de los distritos de los Tribunales Superiores de Justicia en el territorio de la actual República Federal de Alemania ha sufrido repetidos cambios. Cada Estado tiene, al menos, un Tribunal Superior. Baden-Württemberg y Renania-Palatinado tienen dos; Baviera, Baja Sajonia y Renania del Norte-Westfalia, tres. 
Por razones históricas, el Tribunal Superior de Justicia de Berlín se llama Kammergericht; el de Hamburgo, Hanseatisches Oberlandesgericht —sin mención del lugar—, y el de Bremen, Hanseatisches Oberlandesgericht Bremen.
En 2005, había 24 Tribunales Superiores de Justicia:
| Tribunal Superior de Justicia | Sede                  | Estado                            | Tribunales de Distrito | Juzgados de 1ª Instancia | Población |
| ----------------------------- | --------------------- | --------------------------------- | ---------------------- | ------------------------ | --------- |
| OLG Hamm                      | Hamm                  | Renania del Norte-Westfalia       | 10                     | 77                       | 9.038.000 |
| OLG München                   | Múnich                | Baviera                           | 10                     | 27                       | 6.968.000 |
| OLG Stuttgart                 | Stuttgart             | Baden-Wurtemberg                  | 8                      | 56                       | 6.198.000 |
| OLG Frankfurt am Main         | Fráncfort del Meno    | Hesse                             | 9                      | 41                       | 6.092.000 |
| OLG Düsseldorf                | Düsseldorf            | Renania del Norte-Westfalia       | 6                      | 29                       | 4.755.000 |
| OLG Karlsruhe                 | Karlsruhe             | Baden-Wurtemberg                  | 9                      | 52                       | 4.538.000 |
| OLG Dresden                   | Dresde                | Sajonia                           | 5                      | 25                       | 4.274.000 |
| OLG Köln                      | Colonia               | Renania del Norte-Westfalia       | 3                      | 23                       | 4.265.000 |
| OLG Celle                     | Celle                 | Baja Sajonia                      | 9                      | 41                       | 4.126.000 |
| Kammergericht                 | Berlín                | Berlín                            | 1                      | 11                       | 3.395.000 |
| OLG Nürnberg                  | Núremberg             | Baviera                           | 5                      | 28                       | 3.057.000 |
| Schleswig-Holsteinisches OLG  | Schleswig             | Schleswig-Holstein                | 4                      | 22                       | 2.833.000 |
| OLG Koblenz                   | Coblenza              | Renania-Palatinado                | 4                      | 31                       | 2.638.000 |
| Brandenburgisches OLG         | Ciudad de Brandeburgo | Brandeburgo                       | 4                      | 24                       | 2.559.000 |
| OLG Oldenburg                 | Oldemburgo            | Baja Sajonia                      | 3                      | 23                       | 2.475.000 |
| OLG Naumburg                  | Naumburgo             | Sajonia-Anhalt                    | 4                      | 25                       | 2.470.000 |
| OLG Bamberg                   | Bamberg               | Baviera                           | 7                      | 18                       | 2.443.000 |
| Thüringer OLG                 | Jena                  | Turingia                          | 4                      | 23                       | 2.335.000 |
| Hanseatisches OLG             | Hamburgo              | Hamburgo                          | 1                      | 8                        | 1.744.000 |
| OLG Rostock                   | Rostock               | Mecklemburgo-Pomerania Occidental | 4                      | 10                       | 1.707.000 |
| Pfälzisches OLG Zweibrücken   | Zweibrücken           | Renania-Palatinado                | 4                      | 15                       | 1.421.000 |
| OLG Braunschweig              | Brunswick             | Baja Sajonia                      | 2                      | 16                       | 1.392.000 |
| Saarländisches OLG            | Saarbrücken           | Sarre                             | 1                      | 10                       | 1.050.000 |
| Hanseatisches OLG Bremen      | Bremen                | Bremen                            | 1                      | 3                        | 663.000   |